# Valeri Brainin
Valeri Brainin (russisch Валерий Борисович Брайнин, wiss. Transliteration Valerij Borisovič Brajnin; auch Willi; auch Brajnin-Passek; * 27. Januar 1948 in Nischni Tagil) ist ein in Deutschland lebender und wirkender Musikfunktionär, Musikpädagoge, Musiktheoretiker und Literat. Aufgrund der Novelle zum österreichischen Staatsbürgerschaftsgesetz 2019, als Wiedergutmachung an den Verfolgten des Nationalsozialismus und ihrer Nachkommen, wurde ihm im März 2024 die österreichische Staatsbürgerschaft verliehen.

## Leben und öffentliches Wirken
Valeri Brainin ist ein Sohn des österreichischen Dichters und Übersetzers Boris Brainin (Pseudonym: Sepp Österreicher) und der Kinderärztin Asja Iljinitschna Brajnina, geb. Passek. In der Schulzeit zeichnete er sich durch sehr gute Leistungen aus und errang erste Plätze in Mathematikolympiaden. Als Pädagogikstudent geriet er wegen seines Engagements für Menschenrechte in Schwierigkeiten (Pädagogisches Institut in Nischni Tagil). 1974 konnte er ein Fernstudium in den Fächern Musiktheorie und Komposition mit Auszeichnung in Sverdlovsk, heute Jekaterinburg abschließen. In Nischni Tagil und Sverdlovsk wirkte er als Leiter poetischer Zirkel, in Tiraspol und Moskau als Hoch- und Mittelschullehrer für Musik. Nach abgelehnten Ausreiseanträgen nach Israel gab er Privatunterricht, und 1990 emigrierte er nach Deutschland.
In Hannover war Brainin Initiator und künstlerischer Leiter des Dmitri Schostakowitsch gewidmeten, im Mai 1997 durchgeführten Internationalen Musikwettbewerbs „Classica Nova“, einer Veranstaltung, die von prominent besetzten Jurys und hohen Teilnahmezahlen geprägt war. Dem Konzept der „Classica Nova“ oder „Neuen Klassik“ hat sich Brainin auch als Autor gewidmet, ebenso der mikrotonalen Musik, für die er eine 29-stufige Temperierung vorschlug.
2004–2014 war Brainin Präsident der RussSME (Russian Federation Society for Music Education), seit 2014 ist er deren Ehrenpräsident. Die RussSME zählt seit 2004 zu den „ISME National Affiliates“, repräsentiert also die Russische Föderation in der ISME (International Society for Music Education), einer Partnerin des IMC (International Music Council) und der UNESCO (United Nations Educational, Scientific and Cultural Organization). 2008 kandidierte Brainin auf ISME-Ebene für die Position des „President-Elect“ (des designierten Präsidenten). Er ist Mitglied der Deutschen Gesellschaft für Musikpsychologie, Mitglied der Internationalen Akademie der Wissenschaften für pädagogische Ausbildung mit Sitz in Moskau und Leiter eines Forschungszentrums an der Staatlichen Pädagogischen Universität Moskau. Er war außerdem Gastprofessor an verschiedenen Universitäten.

## Pädagogische Tätigkeit
Valeri Brainin hat die nach ihm benannte Brainin-Methode zur Entwicklung der musikalischen Intelligenz bei Kindern entwickelt. Die Methode basiert auf Erkenntnissen aus der Semiotik, der Informationstheorie, der strukturellen Linguistik und der Entwicklungspsychologie (Jean Piaget, Lev Wygotski). Außerdem fließen Ideen anderer praktischer Methoden der Entwicklung des musikalischen Hörens und Denkens ein, als da wären: „absolutes“ Solfeggio, relative Solmisation (Sarah Ann Glover, John Curwen, Agnes Hundoegger, Zoltán Kodály, Carl Orff, Richard Münnich), Silben des estnischen Chorleiters Heino Kaljuste, das bulgarische Tonleitermodell „Stolbitzata“ von Boris Tritschkow, rhythmische Solmisation (Galin-Paris-Chevé-Methode von Pierre Galin, Emile Chevé und Aimé Paris, Music Learning Theory von Edwin Gordon).
Das Hauptanliegen der Brainin-Methode liegt in der Entwicklung der vorausschauenden Wahrnehmung bei potentiellen Hörern ernster klassischer Musik und/oder bei professionellen Musikern. Die meisten wissenschaftlich anerkannten Arbeiten Brainins sind auf Russisch veröffentlicht und werden hier nicht angeführt.

## Literarische Tätigkeit
In den 1980er bis Anfang der 1990er Jahre war Brainin Mitglied des literarischen Klubs „Poesia“ (russisch Клуб «Поэзия»; unter den Mitgliedern waren u. a. Lew Rubinstein, Dmitri Prigow und Alexei Parschtschikow) in Moskau. Die Gedichte Brainins wurden in russischsprachigen Literaturzeitschriften veröffentlicht, u. a. in Nowy Mir (Neue Welt), Ogonjok (Feuerchen), Snamja (Banner, Flagge), Moskowski Komsomolez und Literaturnaja gaseta. Im Jahr 1979 wurden seine Gedichte in russischer Sprache mit Übersetzung ins Serbokroatische in der jugoslawischen Zeitschrift Koraci (Schritte) veröffentlicht. Sein Gedicht (russisch „Я ехал на трамвае в морг“) wurde ins Englische zweimal übersetzt und erschien 1994 im amerikanischen Journal Partisan Review unter dem Titel „Dialogue“ und 2023 im amerikanischen Journal „EastWest Literary Forum“.
Gemeinsam mit einem Text seines Vaters Boris Brainin erschien auch der Beitrag von Valeri Brainin („Musikalisches Wien“) in der deutsch-russischen Anthologie „Menschlichkeit überwindet Grenzen“ – „Человечность преодолевает границы“ 2019 im Pilum Literatur Verlag, Strasshof an der Nordbahn, Österreich. Seit 2019 bemühte sich Valeri Brainin erfolgreich auch um die Erstveröffentlichung der letzten Werke seines Vaters im selben Verlag („Wridols Erinnerungen“, 2019; „Motl, der Waisenknabe“, Übersetzung des Romans von Scholem Alejchem, 2023).

## Gutachten
- Sofia Gubaidulina. Vorwort zum „Kursus der musikalischen Sprache“ von Valeri Brainin (Faksimile; PDF; 42 kB). Teilweise veröffentlicht auf Russisch in Musykalnaja Akademia, Moskau, 1993, Nr. 1 und auf Italienisch in Be Quadro, Florenz, 1993, Nr. 49–50